# Sir Degaré
Sir Degaré (de l'ancien anglais Diggory, qui vient probablement du français « égaré ») est un poème narratif écrit par un auteur anonyme en moyen anglais. Rédigé selon les structures des lais bretons, il explore les thèmes de l'histoire d'Orphée en s'appuyant sur la mythologie celtique.
Le poème date de la fin du XIIIe siècle ou du début du XIVe siècle et s'étend sur six manuscrits. Il serait basé sur le Lai d'Esgaré, un texte perdu. Il a été introduit dans la culture anglaise par l'un des poètes bretons de l'époque, telle Marie de France.
Le manuscrit Auchinleck contient le plus ancien exemple connu de ce poème en moyen anglais : il fait 1 065 vers et est incomplet.